# Differenti opinioni
Differenti opinioni (Amy's View) è un'opera teatrale del drammaturgo britannico Sir David Hare, debuttata a Londra nel 1997.

## Trama
Atto I
1979. La giovane Amy porta il fidanzato Dominic nella casa di campagna nel Berkshire della madre Esme, acclamata attrice teatrale, e tra il giovane e la donna scoppia un'immediata antipatia. Lo scontro tra i due è principalmente ideologico: Dominic è un fan dei nuovi media e vuole diventare un regista cinematografico, mentre Esme difende l'importanza e la bellezza del teatro. Amy è incinta e lo ha detto alla madre, facendole però promettere di non dire niente al fidanzato, ma indispettita da Dominic Esme annuncia la gravidanza della figlia.
Atto II
1985. Sono passati alcuni anni ed Amy e Dominic sono sposati e con figli, sempre con la disapprovazione di Esme. Frank, il vicino, consulente finanziario e forse amante, prova a convincere Esme ad essere più gentile con il genero. Tuttavia, gli attriti tra la padrona di casa e Dominc sono più forti che mai, non solo per le loro diverse opinioni sull'arte e cultura, ma perché Esme non lo ritiene degno della figlia. La discussione si fa così accesa che Dominic, Amy e i figli se ne vanno.
Atto III
1993. Alcuni anni dopo Amy è di nuovo a casa della madre, per annunciarle che Dominic l'ha lasciata per una giovane attrice. Uno scandalo finanziario ha portato Esme alla perdita del suo patrimonio, ma l'attrice continua a rifiutare la proposta di matrimonio di Frank. Esme critica la figlia per le sue scelte sbagliate, soprattutto quella di legarsi a un uomo come Dominic, che lei non ha mai accettato. Amy è frustrata, perché sa che la madre non si è sbagliata su Dominic, ma anche perché non riesca a farle capire quanto profondamente innamorata fosse di lui.
Atto IV
1995. Esme è tornata alla ribalta con una commedia di grande successo nel West End e, tra una pomeridiana e una serale, riceve la visita di Dominic in camerino. L'uomo ha visto la matinée e gli è sorprendentemente piaciuta. Si scopre che Dominic è ora un regista famoso e che dopo il divorzio con Amy la figlia di Esme era morta per un'emorragia. Esme critica Dominic per la violenza del suo film, ma Dominic è venuto per riappacificarsi con la ex-suocera. Sapendo che Esme ha avuto grosse difficoltà economiche, Dominic le dà dei soldi, sapendo che Amy avrebbe voluto che la madre e il marito fossero in buoni rapporti.

## Storia degli allestimenti
Il dramma ha fatto il suo debutto al Royal National Theatre di Londra ne giugno 1997, con la regia di Richard Eyre e un cast che comprendeva Judi Dench (Esme), Samantha Bond (Amy), Eoin McCarthy (Dominic), Ronald Pickup (Frank) e Joyce Redman (Evelyn). Amy's View ricevette recensioni molto positive dalla critica britannica e fu candidato a tre Laurence Olivier Award: migliore nuova opera teatrale, miglior attrice (Dench) e miglior performance in un ruolo non protagonista (Pickup). L'opera non fu un successo solo critico, ma anche commerciale e nel gennaio 1998 fu riproposta all'Aldwych Theatre del West End londinese.
Nel 1999 la produzione originale di Eyre con le scenografie di Bob Crowley fu trasferita a Broadway per una stagione limitata all'Ethel Barrymore Theatre, dove rimase in cartellone per centotré repliche dal 15 aprile al 18 luglio. Judi Dench, Samantha Bond ed Eoin McCarthy tornarono a recitare nel dramma, che ancora una volta ricevette buone recensioni da parte della critica statunitense. Per la sua interpretazione Judi Dench vinse il Tony Award alla miglior attrice protagonista in un'opera teatrale e Samantha Bond ricevette una nomination al Tony Award alla miglior attrice non protagonista in un'opera teatrale.
Nel 1998 la pièce fece il suo debutto spagnolo ed italiano. La prima spagnola del dramma, intitolato La opinión de Amy andò in scena al Teatro Fígaro di Madrid con la regia di Ángel García Moreno e Amparo Baró nel cast. La prima italiana fu messa in scena al Teatro della Pergola di Firenze il 3 novembre, con la regia di Piero Maccarinelli e Rossella Falk nel ruolo di Esme. Nel 2006 la pièce fu riproposta sulle scene londinesi per la prima volta dal debutto, in cartellone al Garrick Theatre con la regia di Peter Hall e Felicity Kendal e Jenna Russell nel ruolo delle due protagoniste.